# Гномон
Гномон (бацач сенке) је први астрономски инструмент. То је обичан штап вертикално забоден у земљу. Гномон је старогрчка реч која значи „показивач“ или „онај који разликује." Помиње се у Кини пре више хиљада година, затим у Месопотамији и старом Египту, античкој Грчкој и Риму. Када је обасјан Сунцем штап баца сенку на земљу. Неки предмет видимо јер се светлост одбија од њега и стиже до наших очију. Угао под којим светлост пада на предмет утиче на дужину сенке. Што је тај угао мањи сенка је дужа. Такође, померање извора светлости или предмета утиче на дужину, смер, величину и оштрину сенке. На оштрину сенке утичу димензије извора светлости – извори великих димензија дају нејасне сенке, односно око сенке појавиће се и полусенка.
Ова сенка се у току дана помера по тлу у складу са кретањем Сунца по небу, а дужина сенке зависи од висине Сунца над хоризонтом. Гномон показује кретање Сунца у току дана, али и у току године. У току године, у исти час посматрања, Сунце заузима различите положаје на небу, па је тако на пример зими у подне ближе хоризонту него лети у подне.
Читајући и бележећи сенку гномона у току дана и године, можемо доћи до неких битних астрономских података. На пример, правац сенке нам говори о азимуту Сунца (правац који сенка заклапа са правцем север-југ) а дужина сенке о тренутној угаоној висини Сунца (угао који права врх сенке-врх штапа заклапа са тлом је угаона висина Сунца). Стране света такође је лако одредити гномоном – најкраћа сенка у току дана усмерена је ка северу.
За сложенија разматрања и прорачуне потребно је доста знања и стрпљења, јер се мора пратити кретање Сунца током целе године, па чак и више година. Стари астрономи били су веома вешти у овоме, па су само уз помоћ гномона одредили равнодневице и солстиције, утврдили на небу небески екватор, повратнике и стожернике, израчунали дужину године (старокинески астрономи на основу четворогодишњих мерења добили за дужину године 365,25 дана) и годишњих доба (откриће се приписује Талесу, а Ератостен је први одредио климате – климатске појасе), и још у старој Кини са великом тачношћу израчунали нагиб еклиптике, док је Ератостен око 320. п. н. е. за нагиб еклиптике добио вредност ε=23°51´20´´.Талес је помоћу гномона измерио висину Кеопсове пирамиде. Обичним људима гномон је користио као часовник. У најстарија времена, сваки човек био је живи гномон и на основу дужине своје сенке (у стопама) оријентисао се у времену током дана.
Гномон је део сунчаног сата који баца сенку. На северној хемисфери, врх показивача сенке је нормално оријентисан према северу и паралелан је с осом ротације Земље. То значи да је нагнут према хоризонту под углом који је једнак географској ширини где се сат налази. На неким сунчаним сатовима гномон је вертикалан. Овакав гномон се обично користио у ранијим временима за посматрање географске ширине сунца, нарочито на меридијану. „Писаљка“ је део гномона који баца сенку. Сенка се помера како се сунце помера. На пример: горња западна страна гномона може бити писаљка ујутру а горња источна страна поподне.
Вештина израде гномона сунчаног сата се понекад назива гномоника.
Принцип по коме је Ератостен одредио полупречник Земље у себи садржи елементе гномонике (науке о конструисању сунчаних часовника), а у центру целе приче је гномон и сенка коју он баца на подлогу, у зависности од доба дана и године и географске ширине места на коме се налазимо. Овај начин одређивања полупречника Земље данас је познат као Ератостенов експеримент.
У геометрији, гномон је равна фигура која се добија када се уклони паралелограм из угла већег паралелограма. Ово се посебно односи на питагорејски гномон:
основну јединицу од које се може направити већи број модела, њиховим додавањем да би се добиле веће фигуре.
Гномична пројекција је пројекција сфере у којој центар посматрања није и центар сфере.